# Atemseele
Atemseele oder Hauchseele ist eine Bezeichnung für die in vielen Kulturen verbreitete Vorstellung, dass der Atem als Sitz der Lebenskraft (daher auch der Ausdruck Lebensatem, vgl. Psyche) gleichzeitig auch das Seelische anzeige oder sogar mit dem identisch sei, was als Seele des Menschen jeweils angesehen wurde. In der Medizin der Antike entsprach die Atemseele dem vom körperlichen Pneuma (griechisch für „Geist, Hauch, Luft“) unterschiedenen Seelenpneuma. In Indien finden sich für beides Entsprechungen in den Begriffen Atman und Prana, in China gibt es die Hun-Seele und das Qi.
Der Begriff Hauchseele entspricht eher dem ethnologischen und religionswissenschaftlichen Begriffsgebrauch, der Begriff Atemseele bezeichnet in manchen Kulturen und Religionen nur einen Teilaspekt der Seele neben der Freiseele, die als „zweites Ich“ dem Schatten entspricht. Der Begriff der Atemseele findet auch oft Verwendung im Zusammenhang mit esoterischen Praktiken.

## Hintergrund
Wie oft bei der Herleitung sehr alter und seit langem tradierter Vorstellungen, haftet auch den Erklärungen zur Entstehung des Konzepts der Atemseele etwas Spekulatives an. Die folgenden Erklärungen sind nicht im Sinne einer einfacher Gleichung wie z. B. Atemseele = Windhauch zu verstehen, sondern verdeutlichen die Erfahrungswelt, in der Begriffe wie Atemseele oder Hauchseele ursprünglich anschaulich sind, in diesem Sinne sinnlich sinnhaft werden.
Die Entstehung der Vorstellung von der Atemseele erklärt sich naheliegenderweise zunächst dadurch, dass sich tierisches wie menschliches Leben durch die ständige Aktivität zu atmen zeigt. Zugleich ist das Atmen mit der unsichtbaren und daher ursprünglich schwer verständlichen Lautbildung verbunden. Mit dem Atmen verbindet sich also auch das Lautgeben mit Lautzeichen und dann das mit Vorstellungen verbundene Sprechen in Sprache. Nahe liegt weiterhin, Atemhauch und Wind (altgriechisch ἄνεμος und lat. animus) zusammenzubringen. 
Die bei vielen Naturvölkern verbreitete Vorstellung, dass sich im Wispern und Geraune des Windes – der zudem auf schwer fassbare, weil unsichtbare Weise auch die Kraft hat, Blätter und Bäume zu bewegen – die Seelen der Ahnen oder anderer Geister äußern, dürfte hier eine ihrer Ursachen haben. Vielleicht entsteht unter dem Eindruck dieser Erfahrungen auch die Idee einer Seelenwanderung der Hauchseele über die Vorstellung eines Zusammenhangs Menschenatem – Luft / Wind – Tieratem. Das Erleben von ebenfalls schwer fassbaren und offenbar mit der Luft verbundenen Gerüchen kann darüber hinaus Anlass für weitere Vorstellungen wie einem Entweichen eines bösen Geistes aus dem Körper des (verwesenden) Leichnams gewesen sein.
Es scheint möglich, dass der in zahlreichen alten Kulturen verbreiteten Praxis des Brand- und Rauchopfers allgemein die Vorstellung zu Grunde liegt, der beim Verbrennen des Opfergutes aufsteigende Rauch (Luft/Wind) trage die Essenz des Lebens in sich und zu den Göttern. Für die Kultur der klassischen Maya wird der Zusammenhang zwischen Hauchseele und Brandopfer aufgrund verschiedener Überlieferungen, Praktiken und Beobachtungen angenommen.
Zu erwähnen ist auch die Auffassung, dass der letzte Hauch, der letztmalige Atemzug beim Tode als Entweichen der Lebenskraft oder einer Seele verstanden wird und also dieser das Ende des Lebens anzeigt, das mit dem ersten Atemzug, dem Eintreten des Atems oder der Seele in den Körper bei der Geburt beginnt. 
Die Vorstellung von der Hauchseele liegt auch den Begriffen Odem und Lebenshauch zugrunde. Im Lateinischen hat anima die Doppelbedeutung "Seele" und "Atem". In der jüdisch-christlichen Tradition umfasst der Begriff rua(c)h ein ähnliches Begriffsspektrum, und noch im weiteren Verlauf des Alten Testaments finden sich Überlegungen, ob der Lebenshauch der Menschen und der Tiere nicht dasselbe Geschick haben könne.